# 松岡宏明
松岡 宏明（まつおか ひろあき）は、日本の作詞家、作曲家、編曲家。
皆川純子、Cry & Feel It、ぜんじろうらへの楽曲提供やアレンジを行っている。

## 参加楽曲
Say Hello
「Say Hello」（セイ・ハロー）は、皆川純子の1作目のシングル。作詞・作曲：松岡宏明、編曲：米光亮 2003年6月4日にキングレコードから発売された。
ゆらり ゆらり
「ゆらり ゆらり」はCry & Feel Itのシングル（2003年11月19日）。作詞: 秦建日子、作曲: 松岡宏明、編曲: 西平彰　ABC・テレ朝系全国ネット新番組「世界プチくら!」エンディングテーマ。image4収載曲『Cry & Feel it featuring 宮本文昭 Sound produced by 鳥山雄司／「ゆらり ゆらり」』は鳥山雄司編曲の別ヴァージョン。
姫路おでんの歌
姫路おでん探検隊!オデンジャーのテーマ曲（2007年6月　株式会社ドリーミュージック）作詞：ぜんじろう　作曲：種浦マサオ　 編曲：松岡宏明 - 種浦マサオのシングル『関西人in Tokyo』収録曲。